# Walter Wanger
Walter Wanger (właśc. Walter Feuchtwanger; ur. 11 lipca 1894 w San Francisco, zm. 18 listopada 1968 w Nowym Jorku) – amerykański producent filmowy.

## Wybrana filmografia
producent
- 1929: Orzechy kokosowe
- 1932: Waszyngtońska karuzela
- 1937: Wytworny świat
- 1945: Szkarłatna ulica
- 1948: U progu tajemnicy
- 1953: Kansas Pacific
- 1963: Kleopatra

## Nagrody i nominacje
Za film Kleopatra został nominowany do Oscara.